# José Luis López i Carrasco
José Luis López i Carrasco (Nou Barris, Barcelona, 1973) és sindicalista i va ser alcalde de Cànoves i Samalús des del 2007 fins al 2015.
Als quinze anys entrà a la Joventut Socialista de Catalunya. El 2001 es traslladà a viure a Cànoves i Samalús i el 2007, quan treballava com a conductor de màquina de neteja de carrers a la Garriga, es presentà segon a la llista del PSC per les eleccions municipals de Cànoves i accedí a l'alcaldia per la renúncia de la primera de la llista. La seva inexperiència política es veié temperada per la seva experiència sindical, ja que era membre de l'executiva de la federació de serveis públics de la UGT i havia estat secretari d'acció sindical de la USOC al Vallès Oriental-Maresme.